# Mariagna Prats
Mariagna Prats Donovan (Cuernavaca, Morelos; 18 de enero de 1958) es una actriz mexicana y ex primera dama de la Ciudad de México, pues estuvo casada con Marcelo Ebrard hasta 2011.

## Biografía
Es hija de padre español y madre irlandesa. Tiene seis hermanos: Nuria, Ramón, Nadala, Antonio y Shum. Además del español, habla dos idiomas: catalán e inglés. En su juventud destacó por su belleza, en su ciudad natal fue seleccionada Señorita Turismo recorriendo todo el mundo en representación de México. Estudió actuación con los maestros Rafael Buñuel y Dimitrio Sarrás.  Debutó como actriz en 1981 en la película El robo imposible. Durante gran parte de la década siguió trabajando en cine hasta que en 1988 llega su gran oportunidad cuando Carlos Sotomayor la invita a participar en su telenovela Pasión y poder interpretando un doble papel. Debido a su participación obtiene su primer protagónico en otra telenovela justo al terminar la primera, El cristal empañado producida por José Rendón. Desde allí desarrolló una amplia carrera como actriz de televisión, participando en telenovelas como Las secretas intenciones, Mi pequeña traviesa, Camila, Primer amor y Carita de ángel entre otras. Mariagna además de ser actriz también se ha dedicado a la pintura, escultura y escritura.
Mariagna contrae matrimonio en 1978 con el también actor Rodolfo de Anda con quien procreó una hija, Christiane. Se divorciaron a principios de 1988. En 2004 conoció al político Marcelo Ebrard, con quien mantuvo un noviazgo hasta 2006 año en que se casaron, justo una semana después de que Ebrard fuera elegido jefe de Gobierno del Distrito Federal.
En su labor como primera dama, la actriz tuvo un tropiezo en 2007, cuando apareció ebria en un discurso organizado para inaugurar un centro de salud en San Juan Ixtayopan, en Tláhuac. Los presentes se dieron cuenta de su estado, debido a que la actriz balbuceó y dijo incoherencias durante el discurso. Al interpelarlos la actriz, la respuesta del público fue ¡Salud!. Nunca se realizó una declaración del incidente.
Prats y Ebrard pusieron fin a su matrimonio en enero de 2011, pero no lo hicieron oficial hasta abril del mismo año y nunca comentaron las razones que los llevaron a separarse.

## Filmografía

### Telenovelas
- Muchacha italiana viene a casarse (2014-2015) .... Pilar Bravo de Ángeles
- Corazones al límite (2004) .... Irene de la Reguera de Antillón
- Niña amada mía (2003) .... Mariagna Prats "Ella misma"
- Carita de ángel (2000) .... Francesca Rossi
- ¡Amigos x siempre! (2000) .... Olga
- Primer amor... a mil x hora (2000) .... Pilar Camargo de Iturriaga
- Alma rebelde (1999) .... Clemencia
- Camila (1998) .... Teresa Zúñiga
- Mi pequeña traviesa (1997) .... Fernanda Miranda
- Las secretas intenciones (1992) .... Esperanza
- Destino (1989-1990) .... Cristina Palafox
- El cristal empañado (1988) .... Raquel
- Pasión y poder (1988) .... Alicia de Montenegro / Alex
- Rosa salvaje (1987-1988) .... Fernanda

### Series de TV
- Mujer, casos de la vida real (2001)
- Hora marcada (1989) .... Teresa (episodio: "No estoy jugando")

### Películas
- Punto y aparte (2002) .... Laura
- Cita con la muerte (1989) .... Teresa
- Mi fantasma y yo (1988)
- Matanza de judiciales (1987) .... Sra. Adriana
- Cuarteto para el fin del tiempo (1983)
- Muerte en el Río Grande (1982) .... Pat
- Una leyenda de amor (1982) .... Rosalía Cabrera
- La leyenda de Rodrigo (1981)
- El robo imposible (1981) .... Christiane Barry

## Premios y nominaciones
Premios TVyNovelas
| Año  | Categoría          | Telenovela     | Resultado |
| ---- | ------------------ | -------------- | --------- |
| 1991 | Mejor villana      | Destino        | Nominada  |
| 1989 | Mejor actriz joven | Pasión y poder | Nominada  |